# قاسم بن حسن
قاسم بن حسن بن علی بن ابی‌طالب هاشمی قریشی (به عربی: الْقَاسِمُ بْنُ الْحَسَنُ بْنُ عَلِيِّ بْنِ أَبِي طَالِبٍ الْهَاشِمِيُّ الْقُرَشِيُّ) بر‌اساس روایات شیعه از یاران عمویش حسین بن علی در واقعه عاشورا بود که در سن سیزده یا چهارده سالگی پس از نبردی توسط سپاهیان عمر بن سعد کشته شد. 

## شب عاشورا
در شب عاشورا بعد از اینکه حسین بن علی بن ابی طالب به یاران خود خبر داد که همه آنها در روز بعد کشته خواهند شد، قاسم بن حسن از عموی خویش سؤال کرد که آیا من هم فردا کشته خواهم شد؟ سپس حسین بن علی اینگونه پاسخ داد "فرزندم مرگ در نزد تو چگونه است؟" قاسم پاسخ داد که مرگ در نزد من از عسل شیرین‌تر است. در ادامه عمویش گفت: "آری، تو نیز فردا به شهادت خواهی رسید."

## روز عاشورا
وی پس از عون بن عبدالله جعفر (پسر زینب بنت علی، پسر عمه‌اش) پیش حسین بن علی رفت و از او اجازه رفتن به میدان نبرد خواست؛ ولی حسین بن علی به او اجازه نداد. وی پس از اصرار فراوان توانست از او اجازه گیرد. نیز در حدیثی از علی بن الحسین امام چهارم شیعیان آمده‌ است که وی پس از علی‌اکبر به میدان رفت.
قاسم نوجوان سوار بر اسب شد، با جثه ریزی که داشت پایش به رکاب نمی‌رسید. یکی از خوارج به نام ازرق شامی که از فرماندهان سپاه عمر بن سعد بود، مسئول کشتن قاسم شد. ازرق، چهار پسرش را تک تک به میدان فرستاد که خود ازرق با پسرانش توسط قاسم کشته شدند. بعد از این نبرد حیرت‌انگیز، سپاهیان عمر بن سعد قاسم را دوره کرده، او را مجروح و از اسب پایین انداختند. قاسم از عمویش تقاضای کمک کرد، حسین به‌سرعت سمت قاسم تاخت و سواران دورش را کشت اما وقتی به بدن قاسم نگریست دید که بدنش با سم‌های اسب مچاله شده و قاسم کشته شده است.